# Sędzimir Klimaszewski
Sędzimir Maciej Klimaszewski (ur. 12 listopada 1937 w Krakowie, zm. 16 marca 2001 w Katowicach) − polski zoolog, w latach 1980–1981 i 1982–1990 rektor Uniwersytetu Śląskiego w Katowicach.

## Życiorys
Pracę zawodową rozpoczął w 1954 w Instytucie Zoologicznym PAN w Warszawie. W latach 1964–1973 pracował na Wydziale Biologii i Nauk o Ziemi UMCS w Lublinie, jako dyrektor Instytutu Biologii oraz kierownik Zakładu Zoologii Systematycznej.
Z Uniwersytetem Śląskim w Katowicach związał się w 1973 podejmując pracę na nowo zorganizowanym Wydziale Biologii i Ochrony Środowiska. Prorektor ds. Nauczania (w latach 1978–1980) a następnie rektor Uniwersytetu Śląskiego w latach 1980–1981 i 1982–1990 oraz długoletni kierownik Katedry Zoologii na Wydziale Biologii i Ochrony Środowiska tej uczelni.
Od 1959 należał do Polskiej Zjednoczonej Partii Robotniczej. W 1986 został członkiem KC PZPR. Wszedł także w skład Komisji Nauki i Oświaty KC.
Badacz koliszków Psylloidea, m.in. Polski i Mongolii. Uprawiał systematykę i zoogeografię owadów, a także zoocenologię.
Członek Polskiego Towarzystwa Entomologicznego, Polskiego Towarzystwa Zoologicznego i Lubelskiego Towarzystwa Naukowego. Był także członkiem Rady Naukowej  Muzeum i Instytutu Zoologii PAN w Warszawie.
W 1988 otrzymał tytuł doktora honoris causa rosyjskiego Uniwersytetu Państwowego w Rostowie nad Donem.
Charakterystyka zainteresowań badawczych: teoria systematyki i zoogeografii, regionalizacja zoogeograficzna, zoocenologia owadów ssących, przekształcenia zoocenoz pod wpływem czynników antropogennych.
Nazwisko prof. Klimaszewskiego upamiętniono w łacińskiej nazwie gatunkowej owada Deracantha klimaszewskii Bazyluk, 1969 (z rodziny pasikonikowatych Tettigoniidae).
Pochowano go na cmentarzu Rakowickim w Krakowie.

## Publikacje
Autor ponad 100 monografii i prac naukowych. Ważniejsze książki: 
- Podręcznik zootomii (wyd. PWN 1969, współautorsko z J. Kubikiem),
- Zoologia (wyd. PZWS, 1971, wraz z K. A. Dobrowolskim i H. Szelegiewiczem),
- Świat owadów, tom 260 serii wydawniczej Omega, Wiedza Powszechna, Warszawa 1973.